# Billie Holiday
Billie Holiday, właściwie Eleanora Fagan (ur. 7 kwietnia 1915 w Filadelfii, zm. 17 lipca 1959 w Nowym Jorku) – amerykańska piosenkarka jazzowa i swingowa. Miała innowacyjny wpływ na muzykę jazzową i wokalistykę popową. Jej styl śpiewania inspirowany silnie instrumentalistami jazzowymi zapoczątkował nowe sposoby manipulowania frazą i tempem. Uznawana za najbardziej charyzmatyczną wokalistkę swojego pokolenia, znana także ze zdolności improwizacyjnych.
Nagrała ponad 350 utworów, w tym ok. 70 z Teddym Wilsonem i Lesterem Youngiem. Nagrała 12 albumów studyjnych, wszystkie w ostatnich latach życia (1952–1959). Śpiewana przez nią piosenka „What a Little Moonlight Can Do” stała się standardem jazzowym, podobnie jak utwory, do których napisała teksty: „God Bless the Child”, „Don’t Explain” i „Lady Sings the Blues”. Spopularyzowany przez nią utwór „Strange Fruit”, będący protest songiem przeciw dyskryminacji rasowej, został uznany za piosenkę XX wieku przez redakcję magazynu Time.

## Życiorys
Eleanora Fagan urodziła się 7 kwietnia 1915 w General Hospital w Filadelfii. Była córką nastoletniej Sarah Julii „Sadie” Harris, gospodyni domowej. Po urodzeniu została zarejestrowana jako córka kelnera Franka DeViese, ale jej ojcem był prawdopodobnie Clarence Halliday (1898–1937), który wkrótce opuścił rodzinę, by kontynuować karierę jako muzyk (grał na banjo); Billie w późniejszych latach utrzymywała sporadyczny kontakt z ojcem. W związku z tym, że matka podejmowała się licznym pracom dorywczym (m.in. pracowała w fabryce koszul i jako służąca), to opiekowały się nią różne osoby, przede wszystkim Martha Miller, teściowa przyrodniej siostry jej matki, Evelyn Miller. Harris, od 1920 posługująca się nazwiskiem ojca (Fagan), w październiku 1922 wyszła za Philipa Gougha, ale już w następnym roku odeszła od męża.
W styczniu 1925 została skierowana przez sąd dla nieletnich do katolickiej szkoły korekcyjnej The Baltimore House of the Good Shepherd for Colored Girl (pol. Dom Dobrego Pasterza dla Kolorowych Dziewcząt) za opuszczanie lekcji. Podczas pobytu w zakładzie poprawczym zachowywała dystans od innych pensjonariuszek i większość czasu spędzała w osamotnieniu. 3 października 1925 została warunkowo zwolniona z zakładu poprawczego, a trzy tygodnie później porzuciła szkołę. 24 grudnia 1926, po byciu zgwałconą przez sąsiada, Wilberta Richa, powróciła do zakładu poprawczego w Baltimore, tym razem jako świadka stanowego w procesie; na początku lutego 1927 opuściła placówkę i zamieszkała w domu Lucy „Lou” Hill na Durham Street w Baltimore. W 1928 pracowała w klubie „Nest”. W 1929 przeprowadziła się z matką do domu publicznego w Harlemie w Nowym Jorku. 2 maja 1929 została skazana za włóczęgostwo i rozpusty, i trafiła do zakładu poprawczego w Welfare Island na East River. Po odzyskaniu wolności w październiku tego samego roku zamieszkała w Brooklynie, a w 1930 wróciła do Harlemu. W tym okresie podjęła swoją pierwszą pracę – występowała jako wokalistka zespołu Hata Huntera w barze „Grey Dawn” w Queens, później śpiewała też w klubie nocnym „Pitts”, restauracji „Mexico’s” (w którym była także kelnerką) oraz w lokalach: „Ed Small’s Paradise”, „Alhambra”, „Hot Cha”, „Pod and Jerry’s” i „Bar Harbor”; w dwóch ostatnich miejscach akompaniował jej pianista Bobby Henderson, z którym była związana również w życiu osobistym. W tym okresie przyjęła pseudonim artystyczny „Billie Holiday”, który zapożyczyła od imienia aktorki Billie Dove i nazwiska swojego ojca (używanego przez niego w projektach zawodowych). 
Stała się znana z charakterystycznego stylu wokalnego. W 1933 została dostrzeżona przez odkrywcę wielu talentów, Johna Hammonda, który pomógł jej w nagraniu pierwszych utworów. W 1935 podpisała swój pierwszy kontrakt płytowy i następnie współpracowała z grupą Teddy’ego Wilsona. Śpiewała u boku artystów, takich jak Ben Webster, Johnny Hodges, Bunny Berigan, Roy Eldridge i Lester Young. W 1936 jej nagranie popularnego jazzowego standardu „Summertime” dotarło do 12. miejsca na liście przebojów pop; był to pierwszy raz, gdy na liście był notowany utwór jazzowy.
W 1937, uznawanym za najbardziej owocny komercyjnie rok w jej karierze, wydała 16 swoich najlepiej sprzedających się piosenek, w tym „Carelessly”, która – jako jedyna w jej dorobku – dotarła do pierwszego miejsca na liście Billboard 200. W 1938 została wokalistką big bandu Counta Basiego i dołączyła do orkiestry Artiego Shawa, z którą odbyła trasę koncertową. Pod koniec lat 30. spopularyzowała protest song przeciw dyskryminacji rasowej – „Strange Fruit” (pol. Dziwny owoc) o linczu i egzekucji Afroamerykanina przez powieszenie. Wykonała tę piosenkę po raz pierwszy w 1939 w Café Society w Greenwich Village, pierwszym popularnym klubie wielorasowym, w którym śpiewała przez dziewięć miesięcy. Mimo że utworu nie grały stacje radiowe, to – m.in. dzięki coraz popularniejszym szafom grającym – stał się dużym, choć kontrowersyjnym hitem; już wtedy uznano go za przełomową piosenkę w walce z rasizmem, a magazyn „Time” w 1999 okrzyknął go piosenką XX wieku.
Przez całe życie wchodziła w toksyczne związki, w których była też ofiarą przemocy. Pierwszy mąż i następni partnerzy Holliday (puzonista Jimmy Monroe, trębacz Joe Guy, basista John Simmons i alfons John Levy) zażywali narkotyki, co stało się przyczyną narastających z czasem kłopotów zdrowotnych i problemów z prawem u artystki. Randall Roberts z Los Angeles Times napisał, że „następne jej lata będą [częściowo] walką z antynarkotykowymi agentami federalnymi, (…) mającymi obsesję zarówno na punkcie jej uzależnienia od heroiny, jak i jej wykonania wstrząsającej ballady »Strange Fruit«, dzięki której stała się gwiazdą”. Rządowa walka z muzykami korzystającymi z narkotyków nie obejmowała wszystkich – według książki „Chasing the Scream: The First and Last Days of the War on Drugs” (2015), pierwszy i wieloletni Komisarz Federalnego Biura ds. Narkotyków, Harry Anslinger, zapewnił w trakcie przesłuchania przed Kongresem, że „represje nie będą dotyczyć dobrych muzyków, lecz tych jazzowych”.
W 1941, po kłótni z matką, wspólnie z Arthurem Herzogiem napisała piosenkę „God Bless the Child”, która stała się jej najpopularniejszym i najczęściej interpretowanym przebojem. Utwór sprzedał się w liczbie ponad miliona sztuk, a w 1976 został wprowadzony do Grammy Hall of Fame. W 1942 nagrała „Trav’lin Light”, a w 1944 – piosenkę „Lover Man (Oh, Where Can You Be?)”, który stał się kolejnym z jej przebojów. W 1943 została wybrana najlepszą wokalistką w ankiecie przeprowadzonej wśród krytyków muzycznych przez redakcję magazynu „Esquire”. W tym samym roku wystęowała w Club 331. W 1946 zagrała recital w Town Hall, który przyciągnął tłumy słuchaczy i zebrał przychylne recenzje krytyków. Zagrała w filmie New Orleans (1947), choć w atmosferze rasizmu i makkartyzmu role ciemnoskórych członków obsady były pomniejszane, by nie stwarzać wrażenia, że to oni stworzyli jazz.
W marcu 1947 odbyła trzytygodniową terapię odwykową w prywatnym szpitalu Park West w Nowym Jorku. W maju tego samego roku występowała z recitalami w New Theater Restaurant „U Colosima” i śpiewała z big-bandem Louisa Armstronga w Earle Theater w Filadelfii. 19 maja, dwa dni po premierze swojego recitalu w Onyx Club, została aresztowana w hotelu Marden w Nowym Jorku za posiadanie narkotyków, ale tego samego dnia została zwolniona za kaucją i wystąpiła w Club 18. 24 maja pojawiła się na koncercie z cyklu „Jazz w Filharmonii” w Carnegie Hall. Cztery dni później została skazana na rok i dzień więzienia za posiadanie narkotyków. Wyrok odsiedziała Federalnym Więzieniu dla Kobiet w Alderson (Alderson Federal Reformatory for Women) w Wirginii Zachodniej. 17 marca 1948 została warunkowo zwolniona z więzienia. Wskutek afery utraciła kartę kabaretową, która była wymagana do występów w nowojorskich klubach nocnych. Pozbawiona możliwości zarobku w Nowym Jorku do 1967, odbyła trasę koncertową po innych miastach. 27 marca 1948 zagrała koncert w Carnegie Hall, który zapewnił organizatorom rekordowe zyski ze sprzedaży biletów. Później zagrała jeszcze dwa koncerty w tej prestiżowej hali, w tym jeden odbył się 17 kwietnia 1948. Popularność Holiday była tym bardziej niezwykła, że piosenkarka nie miała wtedy żadnego aktualnego hitu. Następnie m.in. występowała przez cztery tygodnie w Club Ebony w Nowym Jorku i przez sześć tygodni w Strand Theater na Broadwayu, a 15 grudnia 1948 miała premierę w klubie „Billy Berg’s” w Hollywood. 
W styczniu 1949 wysunięto przeciw niej trzy zarzuty napaści, ale została zwolniona za kaucją. W tym samym miesiącu została zatrzymana za posiadanie opium, jednak wyszła na wolność za kaucją, a 3 czerwca została uniewinniona. Mimo problemów z prawem nie przerwała kariery scenicznej – od 13 stycznia do 22 lutego 1949 dała serię koncertów w Café Society Uptown w San Francisco, które cieszyły się dużym zainteresowaniem wśród słuchaczy, następnie odbyła trasę koncertową po północnej Kalifornii (13 marca wystąpiła w Pershing Ballroom w Chicago, zagrała też serię koncertów w chicagowskim klubie „Blue Note”), a przez kolejne trzy tygodnie (do 7 kwietnia) śpiewała w Clubie Bali w Waszyngtonie. W październiku 1949 nagrała piosenkę „Crazy He Calls Me”, która w 2010 została wprowadzona do Grammy Hall of Fame. W późnych latach 40. single Holiday były jednak mało grane w radio pomimo popularności i uznania koncertowego, być może z powodu reputacji, stąd jej zarobki były niewielkie. W 1950 występowała w Earle Theatre w Pensylwanii i odbyła trasę koncertową po południowych stanach Ameryki, która zakończyła się finansowym fiaskiem i doprowadziła do zadłużenia się Holiday. W 1951 występowała w Club Juana w Detroit. W latach 1949–1956 podczas koncertów akompaniował jej Carl Drinkard.
W 1954 zagrała swoją pierwszą trasę koncertową po Europie. Zagrała też serię cieszących się popularnością koncertów w Downbeat Club w San Francisco, przez dwa tygodnie występowała w klubie Crescendo w Hollywood, a 25 września zaśpiewała w nowojorskiej Carnegie Hall. Również we wrześniu wzięła udział w sesji nagraniowej dla Normana Granza. We wrześniu 1955 dała swój ostatni koncert w Apollo Theatre. 23 lutego 1956 ponownie została aresztowana za posiadanie narkotyków i broni palnej, ale wyszła na wolność za kaucją, a w marcu 1958 odbyła się rozprawa sądowa w jej sprawie.
5 lipca 1956 nakładem wydawnictwa Doubleday wydała bestsellerową książkę autobiograficzną pt. „Lady Sings the Blues”, którą jako ghostwriter napisał za nią William Dufty). Razem z książką wydała album studyjny o tym samym tytule. Poza tym koncertowała po teatrach i nocnych klubach w całym kraju, a w listopadzie 1956 zagrała kolejny koncert w nowojorskim Carnegie Hall. 28 marca 1957 wyszła za Louisa McKaya, który zajmował się jej finansami. W lipcu i sierpniu tego samego roku zaśpiewała podczas dwóch koncertów z cyklu „Jazz Under the Stars” w Central Parku w Nowym Jorku. Wystąpiła w filmie telewizyjnym The Sound of Jazz (1957). Latem 1958 wystąpiła podczas koncertu „Seven Ages of Jazz” w Connecticut. Jesienią tego samego roku wyruszyła kolejną trasę koncertową po Europie, która została odwołana po chłodno przyjętych występach Holiday w Mediolanie i Paryżu (gdzie zaśpiewała w Olympii). Zmuszona brakiem pieniędzy na bilet powrotny do USA, koncertowała w paryskim klubie „Mars”. 2 grudnia 1958 wróciła do USA. 15 stycznia 1959 została przesłuchana w charakterze podejrzanej o naruszenie ustawy o kontroli narkotyków z 1956, która nakazywała jej meldunek celnikom jako „naruszycielka prawa” przed wyjazdem z kraju i po powrocie; 12 lutego 1959 sprawę umorzono. W lutym 1959 wystąpiła w Chelsea Palace Studios w Londynie, a podczas koncertu wyglądała na wycieńczoną i wychudzoną. W następnym miesiącu nagrała dla wytwórni MGM Records swój ostatni album w karierze – Billie Holiday: The Last Recording. W związku ze stresem wynikającym z poczuciem stałego śledzenia przez federalne władze antynarkotykowe przestała jeść i zaczęła pić jeszcze więcej alkoholu, wskutek czego wyraźnie schudła. Zachorowała na marskość wątroby. 30 maja 1959, utraciwszy przytomność, trafiła do szpitala Metropolitan Hospital w Harlemie, gdzie 11 czerwca została aresztowana za posiadanie narkotyków i od tamtej pory pozostawała pod kontrolą policyjną. Zmarła półtora miesiąca później, 17 lipca, z powodu obrzęku płuc i niewydolności serca. Louis McKay w ostatnich latach życia Holiday wyłudzał jej zarobki – majątek artystki po śmierci oszacowano na 1345,36 dol., a pozostawiła po sobie 500 lub 750 dolarów w banknotach; jedynym spadkobiercą majątku był McKay. Holiday została pochowana 21 lipca 1959, a w ceremonii pogrzebowej w kościele św. Pawła Apostoła w Nowym Jorku wzięło udział ponad trzy tysiące osób.
W 1974 nazwiskiem Holiday zostały nazwane dwa apartamenty w Hotelu Mark Twain w San Francisco, gdzie artystka została zatrzymana w 1949. W 1995 ukazała się książka biograficzna o Holiday autorstwa Stuarta Nicholsona. Nakręcono o niej film dokumentalny Johna Jeremy’ego The Long Night of Lady Day i dwa biograficzne filmy fabularne: Lady śpiewa bluesa (1972) z Dianą Ross (nominowaną za tę rolę Holiday do Oscara dla najlepszej aktorki i nagrodzoną Złotym Globem za najlepszy debiut roku) i The United States vs. Billie Holiday (2021) z Andrą Day (nominowaną za tę rolę do Oscara i nagrodzoną Złotym Globem), który właściwiej przedstawił działalność Holiday jako orędowniczki praw obywatelskich.